# Кьеза, Майкл
Майкл Кит Кьеза (англ. Michael Keith Chiesa; род. 7 декабря 1987, Орора) — американский боец смешанного стиля, представитель полусредней весовой категории. Выступает на профессиональном уровне с 2008 года, известен по участию в турнирах бойцовской организации UFC, победитель 15-го сезона бойцовского реалити-шоу The Ultimate Fighter.

## Биография
Майкл Кьеза родился 7 декабря 1987 года в городе Орора штата Колорадо. Увлёкся единоборствами ещё во время учёбы в школе, когда впервые увидел турнир UFC — в этот момент сразу понял, что хочет стать бойцом. В старшей школе достаточно успешно занимался борьбой, выиграл несколько титулов и наград в своей возрастной группе. Позже осваивал бокс и бразильское джиу-джитсу.
Прежде чем начать зарабатывать в ММА, работал на полной ставке в компании Budweiser дистрибьютором в Спокане.

### Начало профессиональной карьеры
Дебютировал в смешанных единоборствах на профессиональном уровне в августе 2008 года, заставив своего соперника сдаться во втором раунде с помощью удушающего приёма «треугольник». Дрался в небольших американских промоушенах преимущественно на западном побережье, таких как Rumble on the Ridge, Lords of the Cage, CageSport и др. Из всех поединков неизменно выходил победителем, одержав в общей сложности семь побед подряд.

### The Ultimate Fighter
В 2012 году Кьеза стал одним из 32 участников первого живого сезона популярного бойцовского реалити-шоу The Ultimate Fighter, проводившегося среди бойцов лёгкого веса. Благополучно преодолев отборочный этап, под пятым номером был выбран в команду Юрайи Фабера. На предварительном этапе одолел Джереми Ларсена, затем на стадии четвертьфиналов и полуфиналов прошёл Джастина Лоуренса и Джеймса Вика соответственно. В решающем финальном поединке встретился с Элом Яквинтой — выиграл у него технической сдачей во втором раунде и заработал бонус за лучший приём вечера.

### Ultimate Fighting Championship
Став победителем реалити-шоу TUF, Кьеза вошёл в число штатных бойцов крупнейшей бойцовской организации мира Ultimate Fighting Championship. Так, в 2013 году он провёл в октагоне три боя: выиграл у Антона Куйванена и Колтона Смита, но проиграл Хорхе Масвидалю, потерпев тем самым первое в профессиональной карьере поражение.
В 2014 году единогласным решением судей взял верх над бразильцем Франсиску Триналду, однако затем из-за полученного рассечения над глазом техническим решением уступил Джо Лозону — их противостояние, при всём при том, было признано лучшим боем вечера.
Период 2015—2016 годов оказался достаточно успешным для Кьезы, он выиграл по очкам у Митча Кларка, принудил к сдаче Джима Миллера, получив награду за лучший бой вечера, а также поймал на удушающий приём сзади Бенеила Дариюша, заработав бонус за лучшее выступление вечера.
В июне 2017 года его соперником стал идущий на серии из четырёх побед соотечественник Кевин Ли. На предшествовавшей турниру пресс-конференции Ли активно использовал трэш-ток, позволив себе неприятные высказывания в адрес матери Кьезы, в результате чего между бойцами произошла потасовка, и их пришлось насильно уводить со сцены. В итоге Ли выиграл бой технической сдачей в концовке первого раунда, хотя Кьеза был не согласен с этим результатом и подал апелляцию в Атлетическую комиссию штата Оклахома — он выразил недовольство, отмечая, что рефери Марио Ямасаки не следовало останавливать бой, так как он не терял сознание и не сигнализировал о сдаче, кроме того, по мнению Кьезы, рефери позволил Ли нанести запрещённые удары локтями по голове, из-за которых у него открылось рассечение.
На апрель 2018 года был запланирован поединок между Майклом Кьезой и Энтони Петтисом. Оба бойца благополучно прошли взвешивание перед турниром UFC 223, однако из-за скандального инцидента с участием Конора Макгрегора организаторам всё же пришлось отменить этот бой — на парковке Макгрегор бросил в автобус с бойцами металлическую тележку, и осколки разбившегося стекла попали в Кьезу, в результате чего бойца пришлось госпитализировать. Бой состоялся на UFC 226 в Лас-Вегасе 6 июля. Майкл проиграл болевым приемом треугольник в начале второго раунда.
В конце 2018 года на UFC 232 победил болевым приемом Карлоса Кондита.
В 2019 году Кьеза провел лишь один бой, против Диего Санчеса, который выиграл единогласным решением судей.
В январе 2020 года победил Рафаэля дус Анжуса единогласным решением судей. 
Следующий бой провел через год. В январе 2021 победил Нила Магни так же единогласным решением судей.
7 августа 2021 года на UFC 265 проиграл Висенте Луке удушающим приемом в первом раунде.

## Статистика в профессиональном ММА
| Боёв 26  | Побед 19 | Поражений 7 |
| -------- | -------- | ----------- |
| Нокаутом | 0        | 1           |
| Сдачей   | 12       | 5           |
| Решением | 7        | 1           |

| Результат | Рекорд | Соперник           | Способ                             | Турнир                                 | Дата            | Раунд | Время | Место                    | Примечание                                                             |
| --------- | ------ | ------------------ | ---------------------------------- | -------------------------------------- | --------------- | ----- | ----- | ------------------------ | ---------------------------------------------------------------------- |
| Победа    | 19-7   | Кори МакГи         | Единогласное решение               | UFC Fight Night: Усман vs. Бакли       | 14 июня 2025    | 3     | 5:00  | Атланта, Джорджия, США   |                                                                        |
| Победа    | 18-7   | Макс Гриффин       | Сдача (удушение сзади)             | UFC 310                                | 7 декабря 2024  | 3     | 1:56  | Лас-Вегас, США           |                                                                        |
| Победа    | 17-7   | Тони Фергюсон      | Сдача (удушение сзади)             | UFC on ABC: Сэндхэген vs Нурмагомедов  | 3 августа 2024  | 1     | 3:44  | Абу-Даби, ОАЭ            |                                                                        |
| Поражение | 16-7   | Кевин Холланд      | Сдача (Д'Арс)                      | UFC 291                                | 29 июля 2023    | 1     | 2:39  | Солт-Лейк-Сити, Юта, США |                                                                        |
| Поражение | 16–6   | Шон Брэди          | Единогласное решение               | UFC Fight Night: Виейра vs. Тейт       | 20 ноября 2021  | 3     | 5:00  | Невада, Лас-Вегас, США   |                                                                        |
| Поражение | 16–5   | Висенте Луке       | Сдача (Д'Арс)                      | UFC 265                                | 7 августа 2021  | 1     | 3:25  | Хьюстон, Техас, США      |                                                                        |
| Победа    | 16-4   | Нил Магни          | Единогласное решение               | UFC on ESPN: Кьеза vs. Магни           | 20 января 2021  | 5     | 5:00  | Абу-Даби, ОАЭ            |                                                                        |
| Победа    | 15-4   | Рафаэл дус Анжус   | Единогласное решение               | UFC Fight Night: Блейдс vs. Дос Сантос | 25 января 2020  | 3     | 5:00  | Роли, США                |                                                                        |
| Победа    | 14-4   | Диего Санчес       | Единогласное решение               | UFC 239                                | 6 июля 2019     | 3     | 5:00  | Лас-Вегас, США           |                                                                        |
| Победа    | 13-4   | Карлос Кондит      | Сдача (кимура)                     | UFC 232                                | 29 декабря 2018 | 2     | 0:56  | Инглвуд, США             | Дебют в полусреднем весе.                                              |
| Поражение | 12-4   | Энтони Петтис      | Сдача (треугольник)                | UFC 226                                | 6 июля 2018     | 2     | 0:52  | Лас-Вегас, США           | Бой в промежуточном весе 71,4 кг; Кьеза не сделал вес.                 |
| Поражение | 12-3   | Кевин Ли           | Сдача (удушение сзади)             | UFC Fight Night 112                    | 25 июня 2017    | 1     | 4:37  | Оклахома-Сити, США       |                                                                        |
| Победа    | 12-2   | Бенеил Дариюш      | Сдача (удушение сзади)             | UFC on Fox: Тейшера vs. Эванс          | 16 апреля 2016  | 2     | 1:20  | Тампа, США               | Выступление вечера (2)                                                 |
| Победа    | 11-2   | Джим Миллер        | Сдача (удушение сзади)             | UFC Fight Night: Намаюнас vs. Ванзант  | 10 декабря 2015 | 2     | 2:57  | Лас-Вегас, США           | Лучший бой вечера (2)                                                  |
| Победа    | 10-2   | Митч Кларк         | Единогласное решение               | UFC Fight Night: Мендес vs. Ламас      | 4 апреля 2015   | 3     | 5:00  | Фэрфакс, США             |                                                                        |
| Поражение | 9-2    | Джо Лозон          | TKO (остановлен врачом)            | UFC Fight Night: Жакаре vs. Муссаси    | 5 сентября 2014 | 2     | 2:14  | Машантакет, США          | Лучший бой вечера (1)                                                  |
| Победа    | 9-1    | Франсиску Триналду | Единогласное решение               | UFC 173                                | 24 мая 2014     | 3     | 5:00  | Лас-Вегас, США           |                                                                        |
| Победа    | 8-1    | Колтон Смит        | Сдача (удушение сзади)             | UFC: Fight for the Troops 3            | 6 ноября 2013   | 2     | 1:41  | Форт-Кэмпбелл, США       | Лучший приём вечера (2)                                                |
| Поражение | 7-1    | Хорхе Масвидаль    | Сдача (удушение д’Арсе)            | UFC on Fox: Джонсон vs. Морага         | 27 июля 2013    | 2     | 4:59  | Сиэтл, США               |                                                                        |
| Победа    | 7-0    | Антон Куйванен     | Сдача (удушение сзади)             | UFC 157                                | 23 февраля 2013 | 2     | 2:29  | Анахайм, Калифорния, США |                                                                        |
| Победа    | 6-0    | Эл Яквинта         | Техническая сдача (удушение сзади) | The Ultimate Fighter: Live Finale      | 1 июня 2012     | 1     | 2:47  | Лас-Вегас, США           | Выиграл The Ultimate Fighter 15 в лёгком весе. Лучший приём вечера (1) |
| Победа    | 5-0    | Даррелл Феннер     | Сдача (удушение сзади)             | CageSport 16                           | 1 октября 2011  | 1     | 0:45  | Такома, США              |                                                                        |
| Победа    | 4-0    | Мэтт Коубл         | Сдача (удушение сзади)             | Lords of the Cage 6                    | 16 июля 2011    | 1     | 2:13  | Вашингтон, США           |                                                                        |
| Победа    | 3-0    | Эвиан Родригес     | Сдача (удушение сзади)             | Lords of the Cage 5                    | 28 апреля 2011  | 1     | 1:03  | Эруэй-Хайтс, США         |                                                                        |
| Победа    | 2-0    | Дарси Джеймс       | Сдача (удушение д’Арсе)            | Battlefield Fight League 7             | 26 марта 2011   | 1     | 0:53  | Нанаймо, Канада          |                                                                        |
| Победа    | 1-0    | Энди Пейвз         | Единогласное решение               | Rumble on the Ridge 14                 | 20 октября 2010 | 3     | 5:00  | Вашингтон, США           |                                                                        |